# Rambo

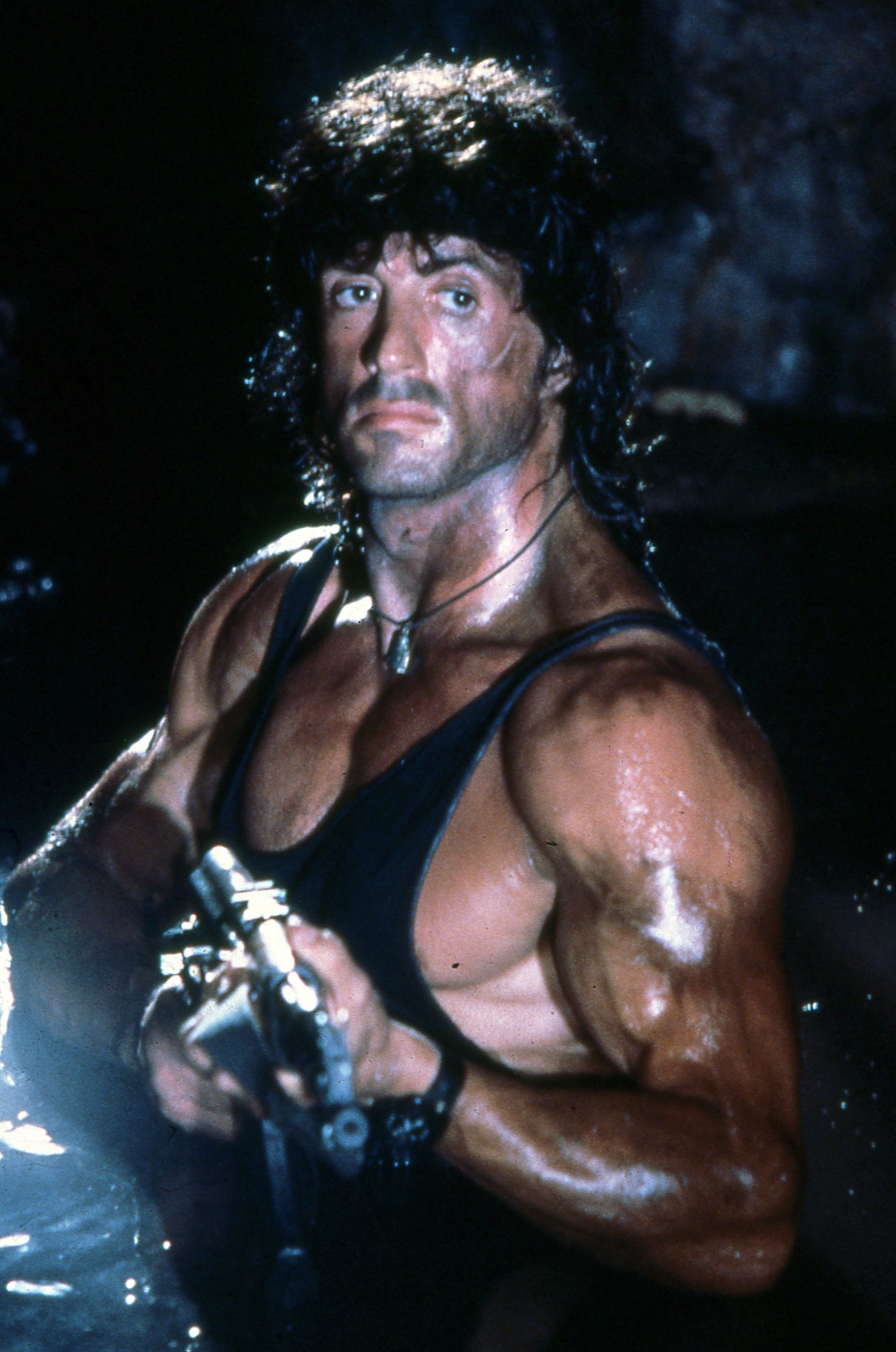
Sylvester Stallone como John Rambo em 1988.

Rambo é uma série de filmes baseada no romance "First Blood", de 1972, escrito por David Morrell, mas que tornou-se célebre pelos filmes protagonizados por Sylvester Stallone. A série tem como personagem principal o soldado boina verde e ex-combatente da Guerra do Vietnã John Rambo, considerado um possível candidato para a lista 100 Years...100 Heroes and Villains do American Film Institute.
Uma série animada, Rambo: The Force of Freedom, foi lançada com o personagem principal tendo as feições de Sylvester Stallone mas não sua voz.

## Filmes
| Filme                        | Data de lançamento     | Diretor(es)        | Roteirista(s)                                         | História(s)                                           | Produtor(es)                                                |
| ---------------------------- | ---------------------- | ------------------ | ----------------------------------------------------- | ----------------------------------------------------- | ----------------------------------------------------------- |
| Rambo: Programado Para Matar | 22 de outubro de 1982  | Ted Kotcheff       | Michael Kozoll, William Sackheim e Sylvester Stallone | Michael Kozoll, William Sackheim e Sylvester Stallone | Buzz Feitshans                                              |
| Rambo II: A Missão           | 22 de maio de 1985     | George P. Cosmatos | James Cameron e Sylvester Stallone                    | Kevin Jarre                                           | Buzz Feitshans                                              |
| Rambo III                    | 25 de maio de 1988     | Peter MacDonald    | Sheldon Lettich e Sylvester Stallone                  | Sheldon Lettich e Sylvester Stallone                  | Buzz Feitshans                                              |
| Rambo IV                     | 25 de janeiro de 2008  | Sylvester Stallone | Art Monterastelli e Sylvester Stallone                | Art Monterastelli e Sylvester Stallone                | Avi Lerner, John Thompson e Kevin King Templeton            |
| Rambo: Até o Fim             | 20 de setembro de 2019 | Adrian Grünberg    | Matthew Cirulnick e Sylvester Stallone                | Dan Gordon e Sylvester Stallone                       | Avi Lerner, Les Weldon, Yariv Lerner e Kevin King-Templeton |